# Élections générales néo-écossaises de 2009

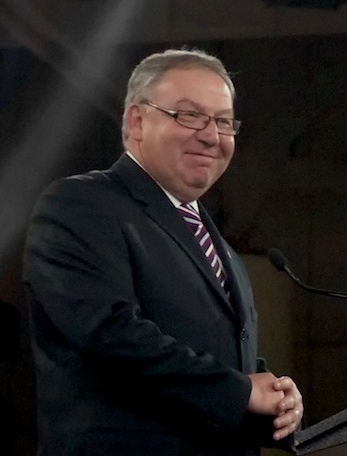
Darrell Dexter devient premier ministre au terme de l'élection.

L'élection générale néo-écossaise de 2009 a eu lieu le 9 juin 2009 pour élire les députés à l'Assemblée législative de la Nouvelle-Écosse.
L'élection a été déclenchée après que le gouvernement minoritaire du Parti progressiste-conservateur de la Nouvelle-Écosse (droite) eut été défait sur une question financière lors d'un vote de la Chambre d'assemblée le 4 mai 2009.
L'élection a été remportée par le Nouveau parti démocratique de la Nouvelle-Écosse (social-démocrate), qui accède ainsi au pouvoir pour la première fois dans la province. Son chef Darrell Dexter devient premier ministre.

## Résultats

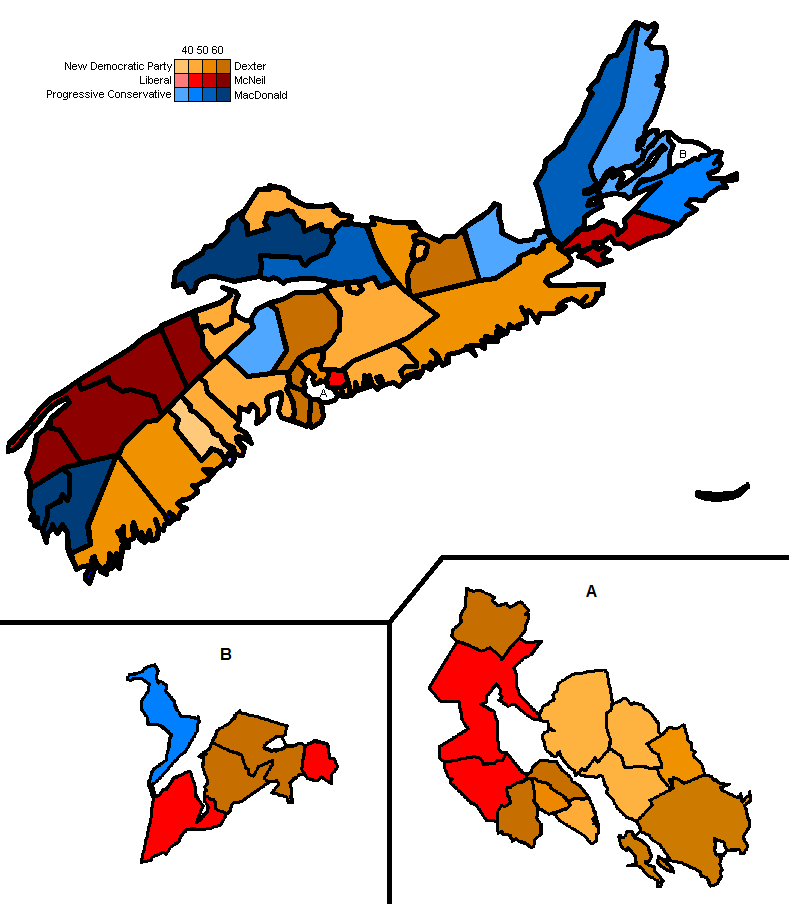
Carte des résultats par circonscription.

| Nouveau Parti démocratique | Parti libéral | Association progressiste-conservateur |
| 31 sièges                  | 11 sièges     | 10 sièges                             |
| ^                          |               |                                       |
| majorité                   |               |                                       |

| Parti | Parti                     | Chef             | Nombre de candidats | Députés | Députés       | Députés   | Députés | Votes   | Votes    | Votes    |
| Parti | Parti                     | Chef             | Nombre de candidats | 2006    | Disso- lution | Élus 2009 | % Diff. | Nombre  | %        | Diff.    |
| ----- | ------------------------- | ---------------- | ------------------- | ------- | ------------- | --------- | ------- | ------- | -------- | -------- |
|       | Néo-démocrate             | Darrell Dexter   | 52                  | 20      | 20            | 31        | +55,0 % | 186 163 | 45,26 %  | +10,63 % |
|       | Libéral                   | Stephen McNeil   | 52                  | 9       | 9             | 11        | +22,2 % | 111 961 | 27,22 %  | +3,78 %  |
|       | Progressiste-conservateur | Rodney MacDonald | 52                  | 23      | 21            | 10        | −56,5 % | 100 836 | 24,52 %  | −15,05 % |
|       | Vert                      | Ryan Watson      | 52                  | 0       | 0             | 0         | 0,0 %   | 9 581   | 2,33 %   | 0,00 %   |
|       | Indépendants              | Indépendants     | 4                   | 0       | 1             | 0         | 0,0 %   | 2 769   | 0,67 %   | +0,63 %  |
|       | Vacance                   | Vacance          | Vacance             | Vacance | 1             |           |         |         |          |          |
| Total | Total                     | Total            | 212                 | 52      | 52            | 52        | 0,0 %   | 411 310 | 100,00 % | 0,00 %   |

## Sources
- (en) Cet article est partiellement ou en totalité issu de l’article de Wikipédia en anglais intitulé « Nova Scotia general election, 2009 » (voir la liste des auteurs).